# Botanophila edwardsiana
Botanophila edwardsiana är en tvåvingeart som först beskrevs av Fritz Isidore van Emden 1941.  Botanophila edwardsiana ingår i släktet Botanophila och familjen blomsterflugor.
Artens utbredningsområde är Kenya. Inga underarter finns listade i Catalogue of Life.